# Don't Know Much
"Don't Know Much" is een nummer geschreven door Barry Mann, Cynthia Weil en Tom Snow. Mann bracht het nummer als eerste uit in 1980, maar andere artiesten hadden er meer succes mee.
Voor zijn album Barry Mann uit 1980 nam Mann het nummer op, maar bereikte weinig succes hiermee. Bill Medley haalde een jaar later de 88e plaats in de Billboard Hot 100 met zijn coverversie. Bette Midler nam het nummer in 1983 op en kwam vier plaatsen hoger, op plek 77.
De succesvolste coverversie, is het duet van Linda Ronstadt en Aaron Neville uit 1989. Dit werd opgenomen voor Rondstadts album Cry Like a Rainstorm, Howl Like the Wind uit. Deze single bracht het tot de tweede plek in de Billboard Hot 100, alsmede in de UK Singles Chart. Het nummer werd een nummer-1 hit in Ierland en bereikte de top 5 verder in Australië, België, Canada, Nederland, Nieuw-Zeeland en Oostenrijk.

## NPO Radio 2 Top 2000
| Nummer met noteringen in de NPO Radio 2 Top 2000 | '99  | '00 | '01  | '02 | '03  | '04  |
| ------------------------------------------------ | ---- | --- | ---- | --- | ---- | ---- |
| Don't Know Much (Linda Ronstadt & Aaron Neville) | 1083 | -   | 1797 | -   | 1931 | 1793 |

1. ↑  Een '-' betekent dat het nummer niet was genoteerd en een vetgedrukt getal geeft de hoogste notering aan.
2. ↑  Deze tabel is bijgewerkt tot en met de laatste editie (2024).